# Selvi de Tolosa
|  | Per a altres significats, vegeu «Silví de Tolosa». |

Selvi o Silvi de Tolosa, en llatí Selvius, Siluius, Saluius o Sylvius (Gàl·lia, primera meitat del segle IV - Tolosa, 400) fou el quart bisbe de Tolosa entre 360 i 400.

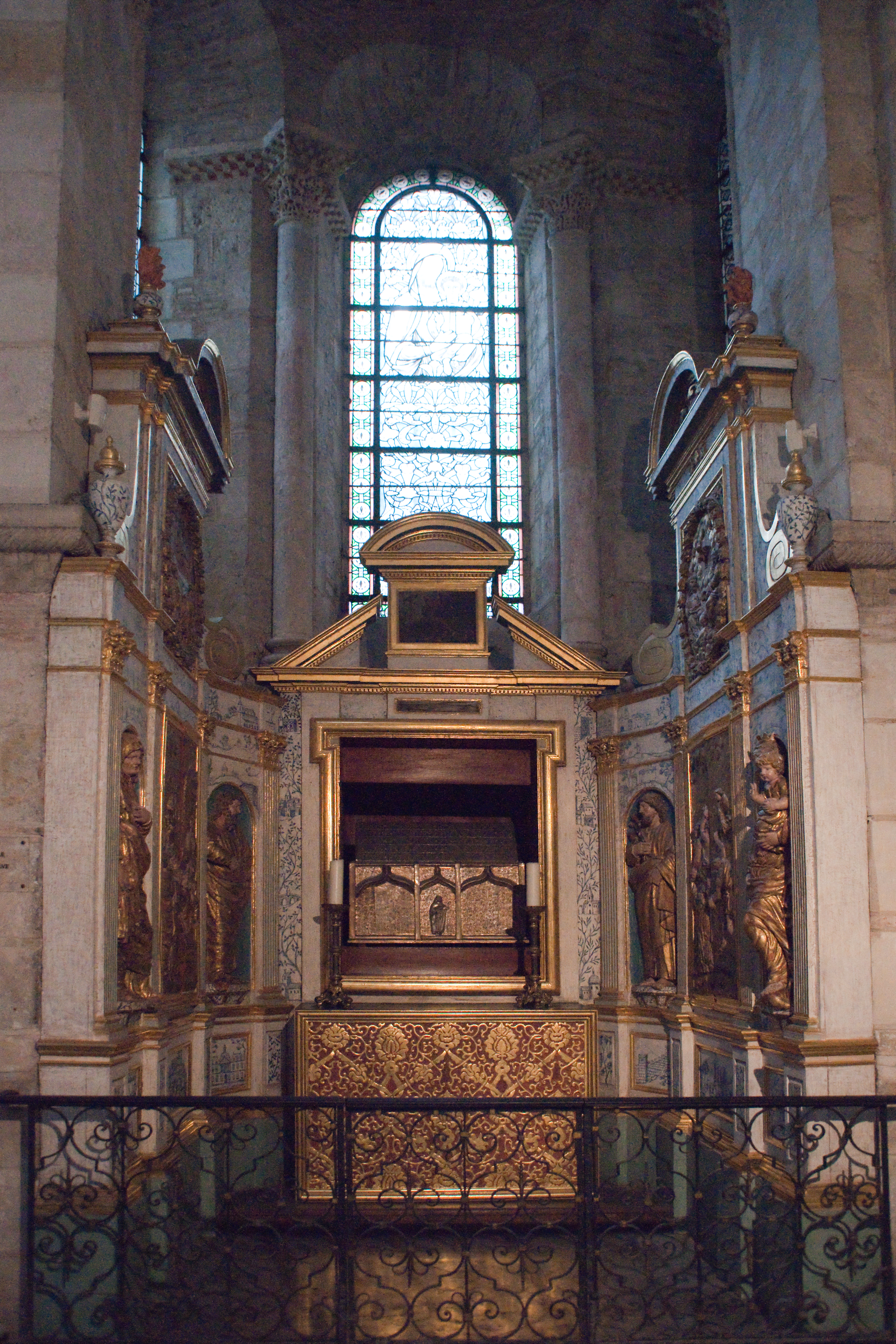
Capella de Sant Selvi, a la basílica de Sant Serni, amb el reliquiari del sant.

No s'ha de confondre amb sant Silví de Tolosa, monjo del segle VII-VIII.

## Biografia
Fou company de Sant Potí de Lió. Va succeir com a bisbe sant Hilari de Tolosa, que fou bisbe del 358 al 360, i al seu torn fou succeït per Ssnt Exuperi, cap al 400. Va iniciar la construcció d'una basílica en honor de Sant Sadurní de Tolosa, però va morir abans de l'acabament de l'obra.
Fou declarat sant al començament del segle v, poc després de la seva mort. La seva actual tomba de pedra a Saint-Serni es va construir el 3 d'octubre de 1265.
La seva festa es commemora el 31 de maig (dia del seu suposat dies natalis).